# Colne FC
Colne FC är en engelsk fotbollsklubb i Colne, grundad 1996. Hemmamatcherna spelas på The Holt House Stadium. Klubbens smeknamn är The Reds.
Klubben blev invald i North West Counties Football Leagues division 2 vid grundandet 1996. Man spelade där tills säsongen 2003/04, då vann man divisionen och blev uppflyttade till division 1. Säsongen 2007/08 kom de på femte plats, vilket är den högsta positionen klubben hittills uppnått i det engelska ligasystemet.

## Meriter
- FA Vase: Semifinal 2003/04
- North West Counties Football League Division Two: Mästare 2003/04